# MaRS Discovery District

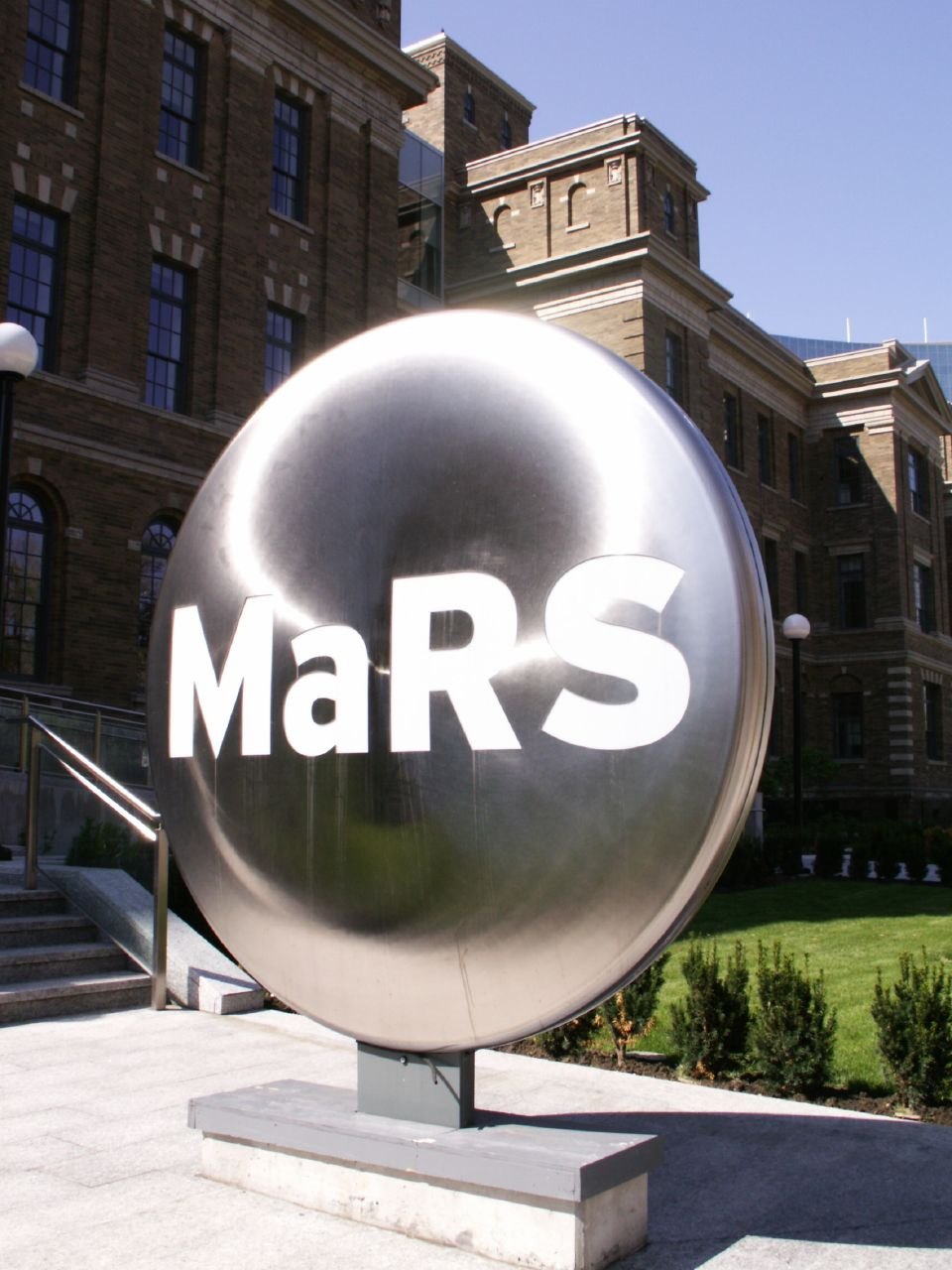
MaRS Discovery District, Toronto, Canadá

MaRS Discovery District, ou "Distrito de descoberta MaRS" é uma associação sem fins lucrativos fundada em Toronto em 2000. Sua meta é comercializar pesquisa médica realizada com fundos públicos, com a ajuda de empresas privadas locais, sendo assim uma parceria público-privada
.
O nome MaRS foi inicialmente retirado de um nome de arquivo. Depois foi explicado pelas iniciais de Medical and Related Sciences -- literalmente "Ciências médicas e relacionadas". Como MaRS também trabalha em outros campos, como  tecnologias de informação e comunicação, engenharia e inovação social, esta explicação do nome foi abandonada . 